# Chromodoris dianae
Chromodoris dianae is een zeenaaktslak die behoort tot de familie van de Chromodorididae. Deze slak leeft in ondiepe wateren aan de kusten van Indonesië, de Filipijnen en Borneo.
De kieuwen en de rinoforen zijn opvallend geel. De rest van het lichaam is lichtblauw met donkerblauwe tot zwarte dikke lijnen.